# Bà-la-môn
Bà-la-môn hay Brahmin (chữ Hán: 婆羅門, Tiếng Phạn:  ब्राह्मण brāhmaṇa) là danh từ chỉ một đẳng cấp. Đạo Bà-la-môn là một tôn giáo rất cổ của Ấn Độ, xuất hiện trước thời Đức Phật Thích-ca, bắt nguồn từ Vệ-đà giáo (cũng phiên âm là Phệ-đà giáo) ở Ấn Độ, một trong những tôn giáo cổ nhất của loài người. Đạo Bà-la-môn hình thành trên cơ sở Vệ-đà giáo, khoảng 800 năm trước Tây lịch, tức là một thời gian không dài lắm trước khi Phật Thích-ca mở Phật giáo ở Ấn Độ. Đạo Bà-la-môn đưa ra những kinh sách giải thích và bình luận Kinh Véda như: Kinh Brahmana, Kinh Upanishad, Giải thích về Maya (tức là Thế giới ảo ảnh) và về Niết bàn. Đạo Bà-la-môn thờ Đấng Brahma là Đấng tối cao tối linh, là linh hồn của vũ trụ. 

## Đẳng cấp trong xã hội Ấn Độ
Đạo Bà-la-môn phát triển đến thế kỷ thứ nhất sau Tây lịch thì cải biến thành Ấn Độ giáo. Tôn giáo này quy định thứ tự của các đẳng cấp trong xã hội Ấn Độ như sau:
1. Bà-la-môn (Brahman) gồm những Giáo sĩ, tu sĩ, triết gia, học giả và các vị lãnh đạo tôn giáo, tức là những người giữ quyền thống trị tinh thần, phụ trách về lễ nghi, cúng bái. Ấn Độ giáo coi họ là đẳng cấp cao thượng nhất, sinh từ miệng Brahma thay ông cầm cương lãnh đạo tinh thần dân tộc, nên có quyền ưu tiên được tôn kính, và an hưởng cuộc đời sung sướng. Dân chúng Ấn Độ rất tôn sùng đẳng cấp này.
2. Sát-đế-lỵ hay Sát-đế-lợi (Kshastriya) là hàng vua chúa quý tộc, quan lại, võ tướng. Ấn Độ giáo coi họ sinh từ cánh tay Brahma, thay mặt cho Brahma nắm giữ quyền hành thống trị dân chúng.
3. Phệ-xá (Vaisya) là những người bình dân, thương gia, nông dân. Ấn Độ giáo coi họ sinh ra từ bắp vế Brahma, có nhiệm vụ đảm đương về kinh tế trong nước (mua bán, trồng trọt, thu hoa lợi cho quốc gia).
4. Thủ-đà-la (Sudra) là hàng tiện dân. Ấn Độ giáo coi họ sinh từ gót chân Brahma, phải thủ phận và phải phục vụ các giai cấp trên.
5. Chiên-đà-la (Ba-ri-a, Pariah, Dalit) là giai cấp người cùng khổ. Ấn Độ giáo coi họ là đẳng cấp hạ tiện nhất. Họ phải làm các nghề hạ tiện nhất (gánh phân, dọn nhà vệ sinh, giết mổ gia súc), bị coi như sống ngoài lề xã hội loài người, bị các giai cấp trên đối xử như thú vật, bị coi là thứ ti tiện, vô cùng khổ nhục, tối tăm, không được chạm tay vào người thuộc các đẳng cấp khác, thậm chí không được giẫm lên cái bóng của những người thuộc đẳng cấp cao như Bà-la-môn, Sát-đế-lỵ.

Ấn Độ giáo này quy định rất nghiêm khắc về sự phân biệt các đẳng cấp người tại Ấn Độ: 
- Tổ tiên thuộc đẳng cấp nào thì con cháu cũng thuộc đẳng cấp đó, dù có gắng phấn đấu đến đâu thì cũng không thể được xếp lên đẳng cấp cao hơn (ví dụ: một người Thủ-đà-la dù tài năng, chiến đấu dũng cảm, lập nhiều chiến công thì cũng mãi chỉ là lính, không bao giờ được bổ nhiệm làm tướng quân vì chức vị đó chỉ dành cho người thuộc đẳng cấp Sát-đế-lỵ trở lên).
- Người thuộc các đẳng cấp chênh lệch xa thì không được kết hôn với nhau (ví dụ: một người thuộc đẳng cấp Bà-la-môn, Sát-đế-lỵ thì có thể kết hôn với 1 người cũng thuộc đẳng cấp Bà-la-môn hoặc Sát-đế-lỵ, cùng lắm cũng chỉ kết hôn với 1 người Vệ-xá giàu có, chứ tuyệt đối không được kết hôn với Thủ-đà-la trở xuống)
- Một số công việc chỉ dành cho người thuộc đẳng cấp cao, đẳng cấp thấp hơn không được phép làm, nếu vi phạm sẽ bị trừng phạt (ví dụ: việc cúng tế tôn giáo chỉ có đẳng cấp Bà-la-môn được phép làm; chức vị quan lại, tướng quân chỉ có đẳng cấp Sát-đế-lỵ trở lên được phép làm)

## Quan điểm của Phật giáo
Trong thời kỳ Phật Thích-ca Mâu-ni tại thế, Bà-la-môn là cấp cao nhất trong hệ thống xã hội phân chia tầng lớp ở Ấn Độ và do đó, họ rất kiêu ngạo. Nhiều Bà-la-môn cho rằng chỉ họ mới mang dòng máu "trắng", là dòng máu trong sạch và tất cả các hạng người còn lại chỉ sống để phụng thờ họ. Trong những bài kinh thuộc văn hệ Pali (Bộ kinh), Phật không hề chống đối giai cấp Bà-la-môn, nhưng Ngài bảo rằng không phải cứ sinh ra trong một gia đình dòng dõi Bà-la-môn là tự nhiên trở thành một Bà-la-môn. Người ta chỉ "trở thành" một Bà-la-môn với những hành động, những ý nghĩ cao thượng và đó chính là những tiêu chuẩn đích thật để đánh giá con người. Bất cứ người nào cũng có thể được gọi là Bà-la-môn nếu họ đạt những hành động và nhân phẩm cao thượng. Đây là một chiến thuật tuyệt vời của Đức Phật khi ngài chuyển ý nghĩa "giai cấp Bà-la-môn" thành "đạo đức Bà-la-môn", tức là một người có đầy đủ đức hạnh thì đáng được tôn trọng, bất kể họ thuộc giai cấp nào trong xã hội thời đó (Tập bộ kinh). Với sự khéo léo này, Đức Phật vừa ngầm lên án sự phi lý, bất công của chế độ phân biệt đẳng cấp của xã hội Ấn Độ cổ, vừa không để những người Bà-la-môn viện cớ tấn công Đạo Phật.
Trong tăng đoàn của Đức Phật, mọi tín đồ đều bình đẳng, việc phân chia thứ hạng chỉ dựa trên thành tựu tu hành chứ không phải giai cấp xuất thân của người đó. Đức Phật từng thu nạp nhiều người Chiên-đà-la vào tăng đoàn, dù điều này khiến nhiều người thời đó dè bỉu. Phật thuyết trong Tiểu bộ kinh (Tự thuyết I. 5, udāna):
Ai lìa bất thiện nghiệp
Đi trên đường thanh tịnh
Tinh tiến, thoát trói buộc
Ta gọi Bà-la-môn